# Eretria
Eretria (gr. Ερέτρια) – miejscowość w Grecji, siedziba gminy o tej samej nazwie, przynależna do administracji zdecentralizowanej Tesalia-Grecja Środkowa, w regionie Grecja Środkowa, w jednostce regionalnej Eubea. 
W 2011 roku liczyła 4166 mieszkańców. Niewielka, droższa, lecz mimo to popularna miejscowość turystyczna i wypoczynkowa, zwłaszcza dla mieszkańców Aten. Również obcojęzycznych turystów przyciąga wynikami wykopalisk antycznego miasta, ze starożytnymi mozaikami udostępnionymi w miejscowej ekspozycji, oraz plażami dokoła tzw. Wysepki Marzeń (faktycznie półwyspu). Miejscowa przystań promowa umożliwia przeprawę do nieodległej od Aten miejscowości Skala Oropú.

## Historia
Starożytne miasto-państwo na wyspie Eubei z własnym portem Portmos. Założone przez Ateńczyków, lecz z miejscową ludnością pochodzenia doryckiego. Już w VIII w. p.n.e. było potęgą morską i założycielem kolonii na wybrzeżu tracko-macedońskim (Dikaja, Mende, Metoni) i na zachodzie (Korkyra, Orikon, Kyme), a w czasach późniejszych także siedzibą szkoły filozoficznej (Menedemos, Asklepiades, Pazifon). Podstawę zamożności stanowił handel zbożem pochodzącym z upraw na okolicznej żyznej równinie. Eretria była też jednym z pierwszych z miast helleńskich, które zaczęło bić własną monetę. Dzięki temu odegrała istotną rolę w historii starożytnych Greków w X-VIII wieku p.n.e.; później jednak została politycznie zmarginalizowana przez sąsiednią Chalkidę i ekspansjonistyczne Ateny. 
Podczas powstania jońskiego Eretria wraz z Atenami udzieliła pomocy greckim buntownikom, za co miała ponieść karę z woli perskiego króla Dariusza I. W 490 p.n.e. flota perska dokonała miejscowego desantu i po 6 dniach oblężenia wskutek zdrady zdobyto miasto. W odwecie świątynie zostały splądrowane i spalone, a ludność wywieziona i osiedlona w okolicach Suzy, gdzie zachowała swój język i zwyczaje. Z Eretrii (Eubei) Persowie wyruszyli następnie przeciwko Atenom, lecz zostali pokonani w starciu pod Maratonem.
Dzięki odbudowie i późniejszemu rozwojowi większość okazałych budowli, których pozostałości zachowały się do dzisiaj, pochodzi V–IV wieku p.n.e. Po klęsce Greków pod Cheroneą w 338 p.n.e. eubejskie polis zostało zajęte przez macedońskiego Filipa II, a w połowie II wieku p.n.e. wraz z resztą ziem greckich znalazło się pod władzą Rzymian.   
W 198 p.n.e. Eretria decyzją rzymskiego senatu miała być przekazana Eumenesowi II z Pergamonu, lecz sprzeciwił się temu konsul Tytus Kwinkcjusz Flamininus, proklamujący Grekom wolność podczas igrzysk istmijskich. Miasto ostatecznie zostało zburzone podczas pierwszej wojny Sulli z Mitrydatesem w 87 p.n.e. i zaczęło się ponownie odradzać dopiero w XIX wieku, kiedy obecną Eretrię odbudowano na ruinach miasta antycznego.

## Wykopaliska i zabytki
We współczesnej Eretrii wzniesionej niemal wprost na ruinach starożytnego polis, odkryto pozostałości agory i fundamenty świątyni Apollina Dafneforosa (VIII w. p.n.e.), z której zachowane zabytki rzeźbiarskie wystawiane są w muzeum w Chalkidzie. Badania prowadzone od kilkudziesięciu lat przez Szwajcarską Szkołę Archeologiczną (Schweizerische Archäologische Schule in Griechenland) skoncentrowaną zwłaszcza na pracach w Eretrii, odsłoniły ruiny gimnazjonu, świątyni Dionizosa oraz teatru wyposażonego w nietypowy tunel podsceniczny, umożliwiający aktorom nagłe pojawianie się podczas spektaklu. Tzw. Dom z Mozaikami pozwala na zapoznanie się z artystycznymi dekoracjami posadzek z IV wieku p.n.e., przedstawiającymi sceny mitologiczne. Towarzyszy mu niewielkie muzeum archeologiczne na terenie wykopalisk.

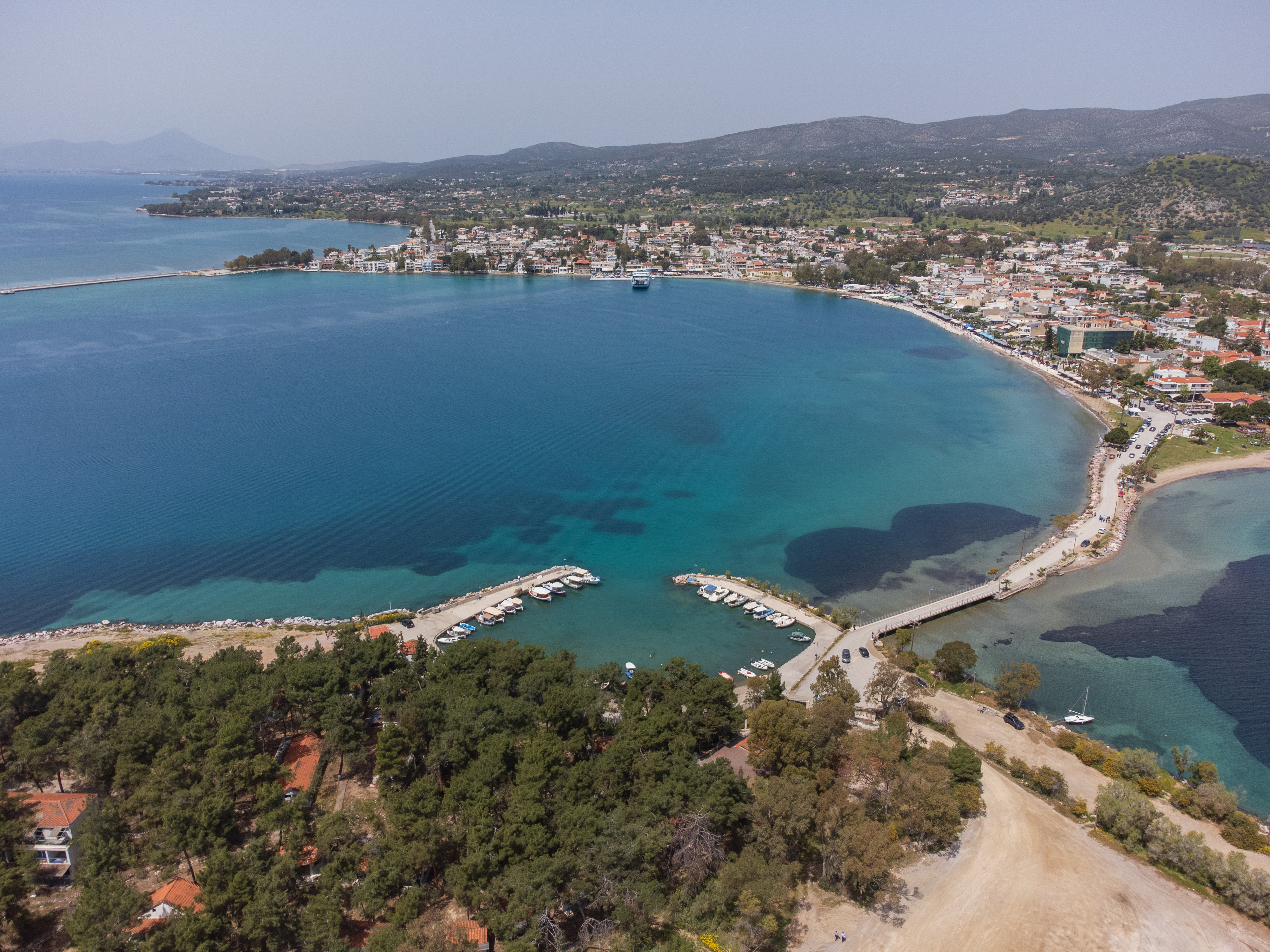
Ogólny widok Eretrii w zatoce Eubei
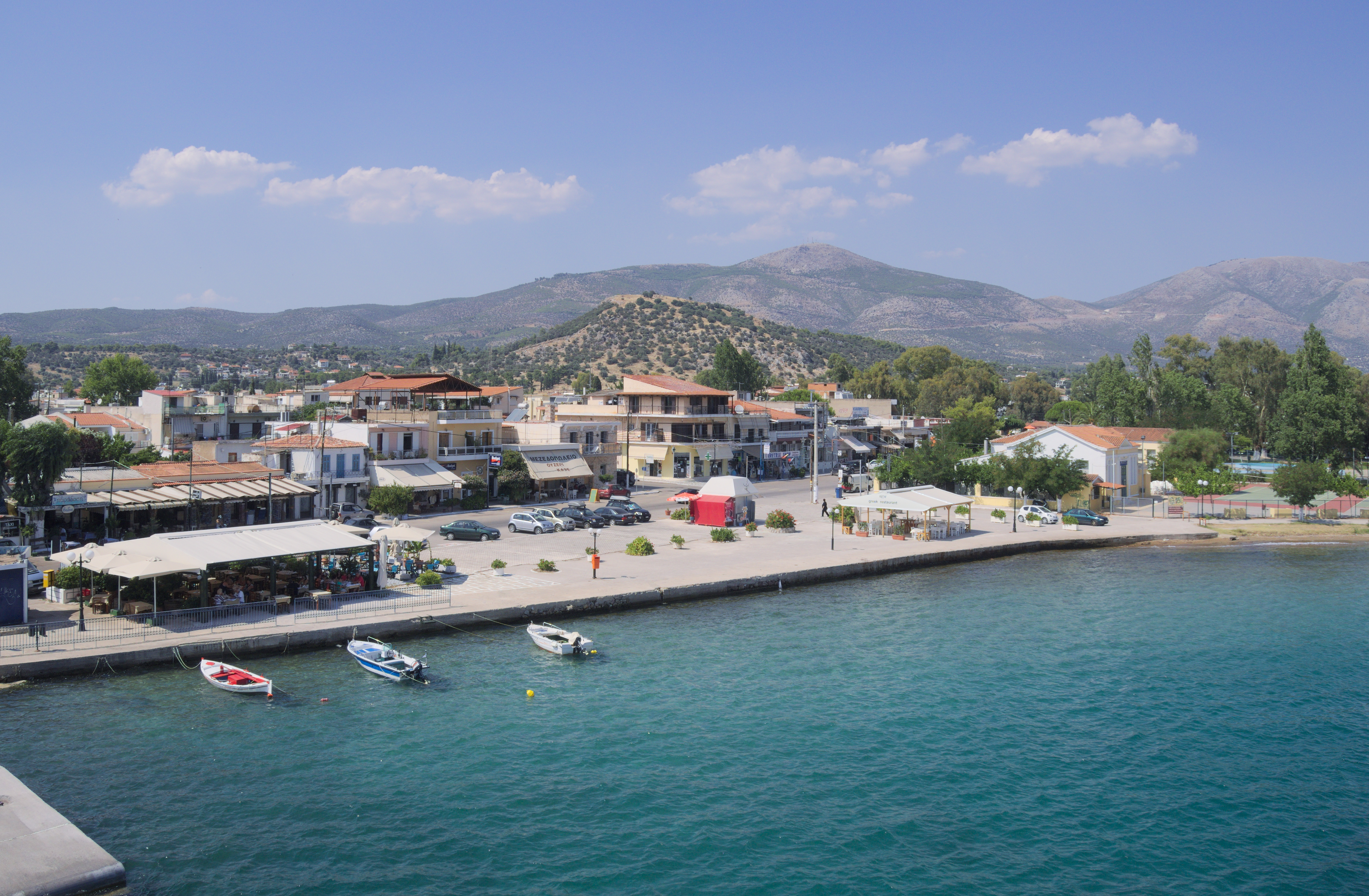
Część miejscowego portu
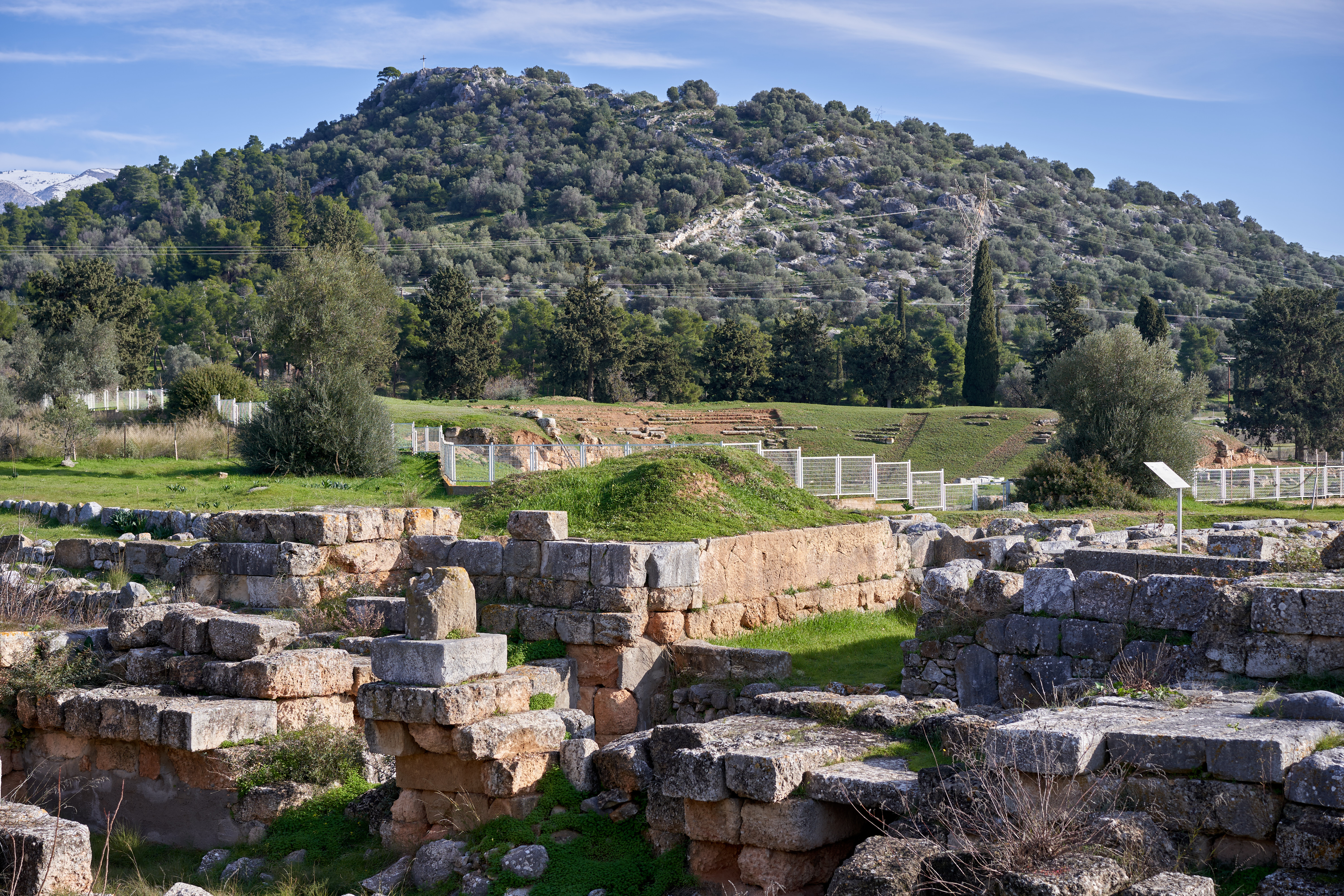
Pozostałości murów obronnych, ruiny teatru i wzgórze akropolu
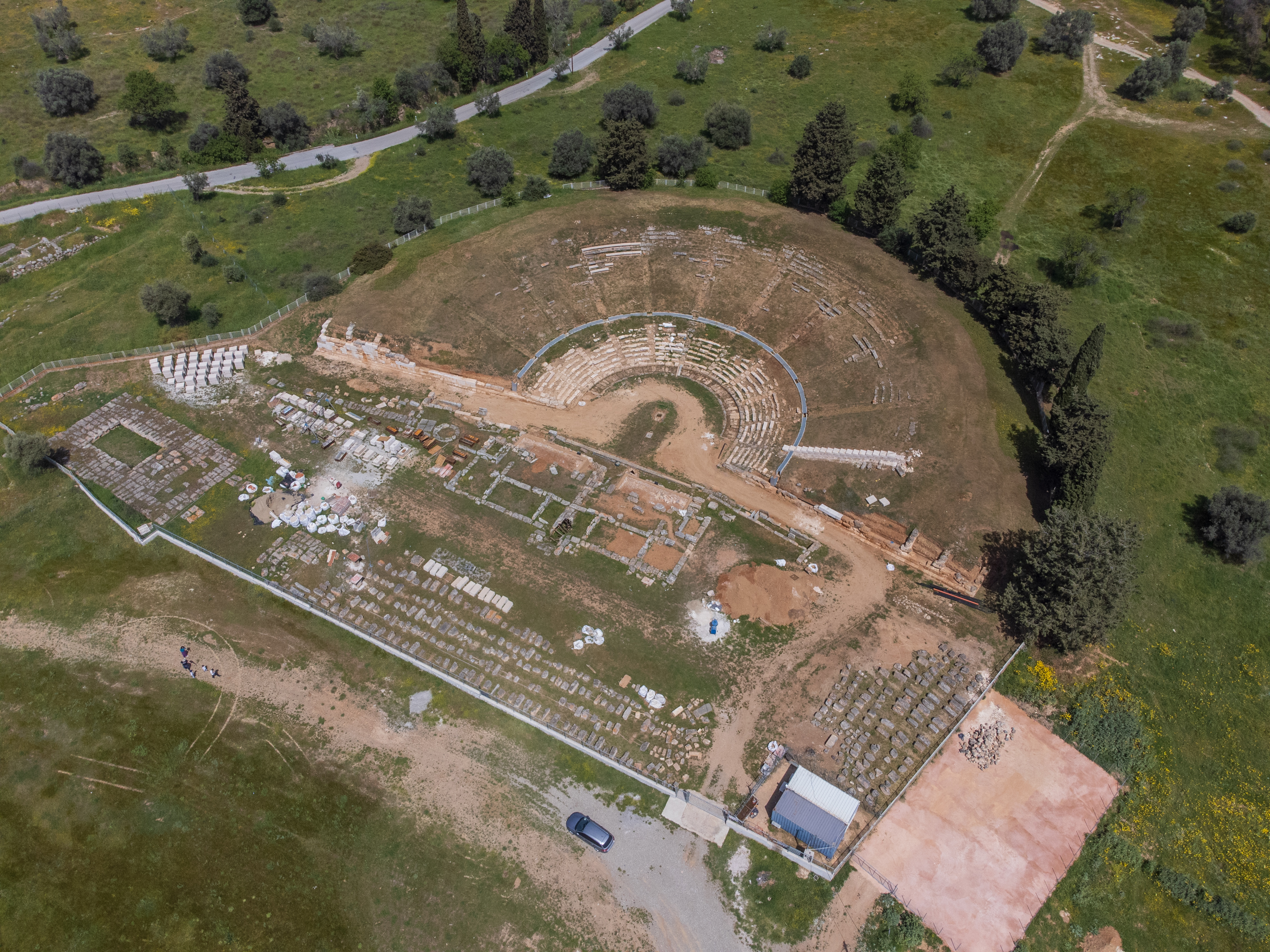
Teatr z V-IV wieku p.n.e.